# 10521 Jeremyhansen
10521 Jeremyhansen è un asteroide della fascia principale. Scoperto nel 1990, presenta un'orbita caratterizzata da un semiasse maggiore pari a 3,1583581 au e da un'eccentricità di 0,1896770, inclinata di 3,61735° rispetto all'eclittica.